# Nagy Réka (úszó, 2003)
Nagy Réka (2003. április 26. –) magyar úszó.

## Pályafutása
A Győrben rendezett 2017. évi nyári európai ifjúsági olimpiai fesztivál legeredményesebb magyar sportolója, aki úszásban két arany-, két ezüst- és két bronzérmet szerzett. A fesztivál első napján 400 méteres vegyesúszásban lett aranyérmes, illetve a női 4 × 100 méteres gyorsváltó tagjaként (csapattársak: Fábián Fanni, Muzsnay Zsófia, Pózvai Kiara) szerzett bronzérmet. A második napon a 800 méteres gyorsúszásban ezüstérmes, a vegyes 4 × 100 méteres vegyesváltó tagjaként (csapattársak: Zombori Gábor, Böhm Sebestyén, Hatházi Dóra) bronzérmes lett. A harmadik napon első helyen végzett a 200 méteres vegyesúszásban. Az ötödik napon 200 méteres gyorsúszásban döntős időt úszott, de mivel második magyar versenyző lett volna a döntőben (Fábián Fanni Vivien előrébb végzett), ezért a döntőben nem indult; azonban a női 4 × 100 méteres vegyesváltó tagjaként (csapattársak: Matula Fanni, Vécsei Réka, Hatházi Dóra) ezüstérmet szerzett.